# Крангури (Ђурђу)
Крангури (рум. Crânguri) насеље је у Румунији у округу Ђурђу у општини Сингурени. Oпштина се налази на надморској висини од 66 m.

## Становништво
Према подацима из 2002. године у насељу је живело 885 становника, од којих су сви румунске националности.